# Atelier Jaeger

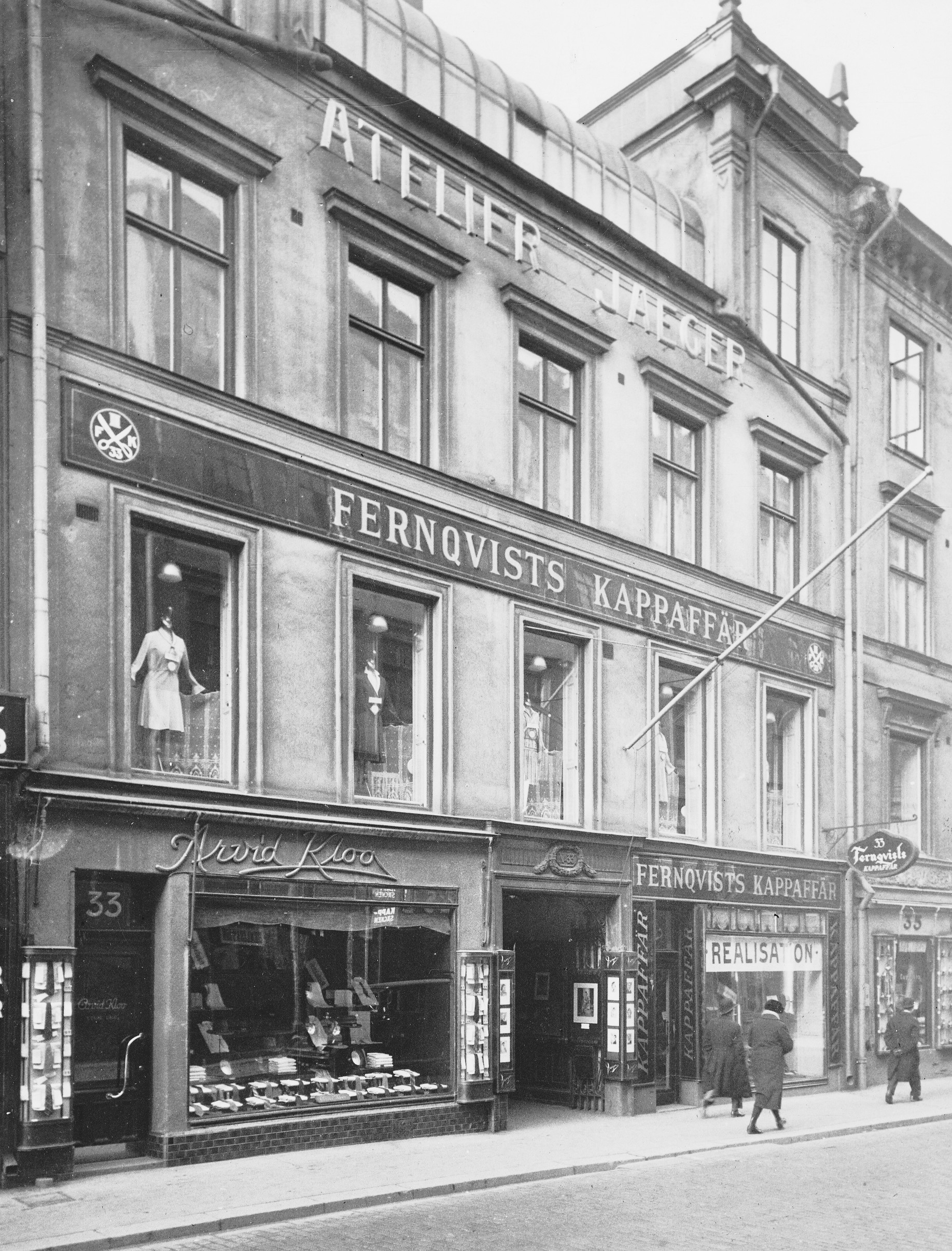
Atelier Jaeger, Drottninggatan 33.

Atelier Jaeger, senare även Hofatelier Jaeger, var en ateljé för fotografi och hovfotograf i Stockholm, grundad 1858 av Johannes Jaeger.

## Historik

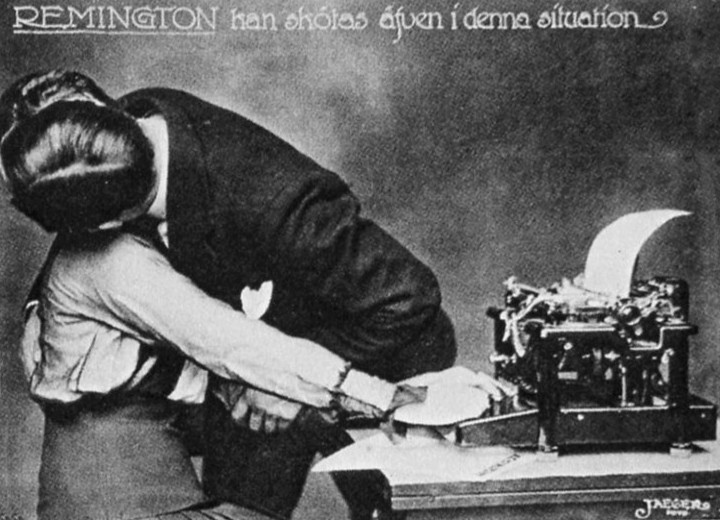
Reklamfoto för Remington skrivmaskin från 1916: "Remington kan skötas äfven i denna situation".

Johannes Jaeger var en framgångsrik fotograf, som 1863 flyttade från Berlin till Stockholm för att ägna sig åt professionell fotografi. 1865 utnämndes han till kunglig hovfotograf. Firman bildades under namnet Atelier Jaeger i Tyskland redan år 1858. I samband med flytten från Stockholm tillbaka till Tyskland 1890 sålde Johannes Jaeger sin firma för 60 000 kronor till medarbetaren Valentin Wolfenstein. Ateljén sysselsatte då runt 30 personer.
Efter att Wolfenstein lämnade företaget 1905 var ägare Albin Roosval, samtidigt började Herrman Sylwander som chefsfotograf. Han övertog hela verksamheten 1908 och drev den fram till sin död 1948. Det var under Sylwander som ateljén nu inriktade sig på porträttfotografi. Ateljén låg i kvarteret Hägern vid Drottninggatan 33. Med tiden gjorde Sylwander firman till den ledande societetsateljén i Stockholm. Sylwander bidrog även till att ateljén blev pionjär inom reklamfotografin.
Det Jaegerska namnet bibehölls av olika innehavare fram till 1970 då hovfotograf Herman Bergne drog sig tillbaka. Axel Eliassons Konstförlag hade reproduktionsrätten till Ateljé Jaegers fotografier av kungligheter och kända personer. På Stockholms stadsmuseum finns en stor samling av såväl negativ som kopior från Atelier Jaeger skapade under olika tidsperioder.

## Porträtt i urval

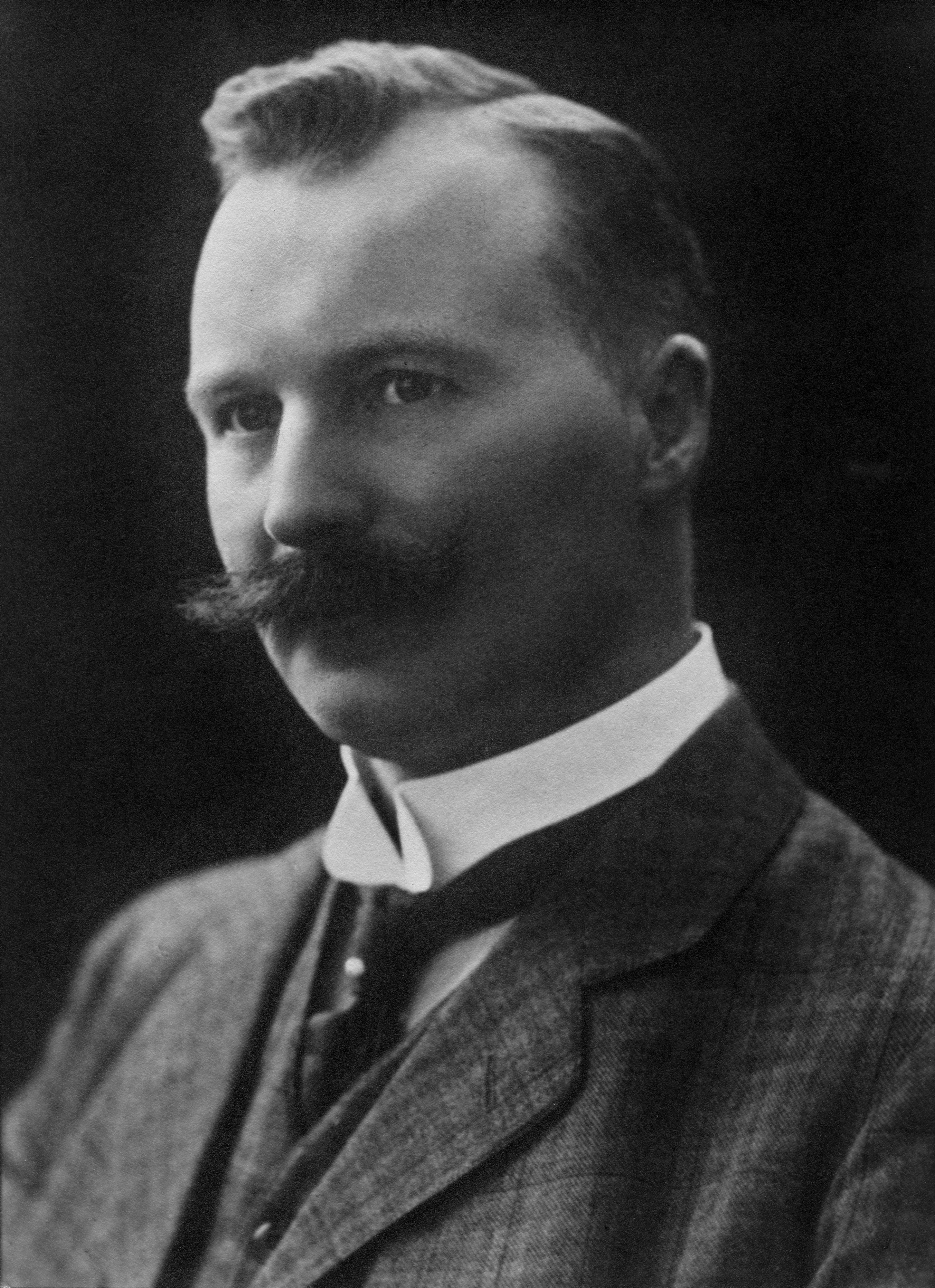
Gustaf Dalén ~1895
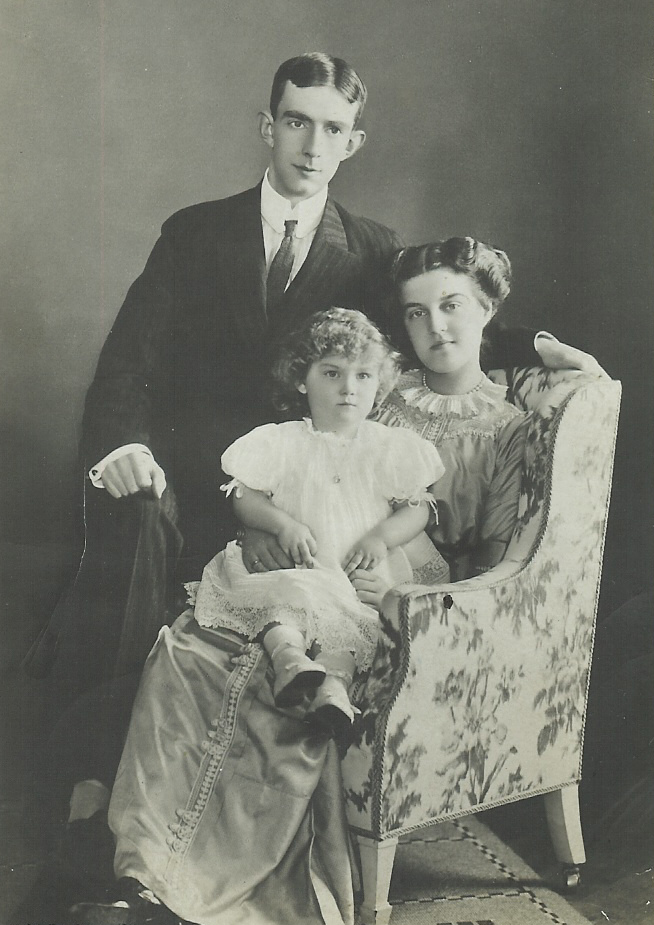
Prins Wilhelm med familj 1911
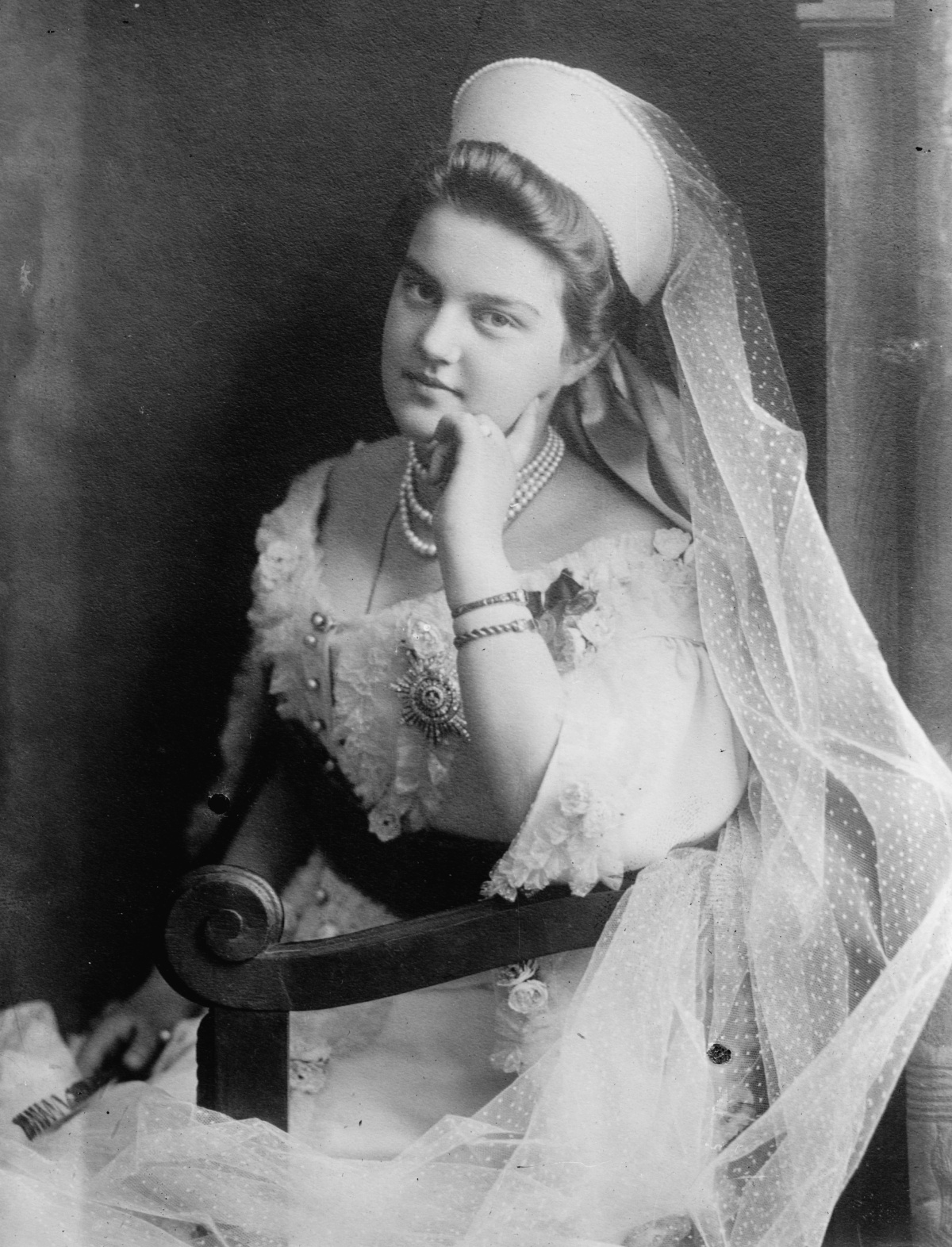
Prinsessan Maria ~1910-1915
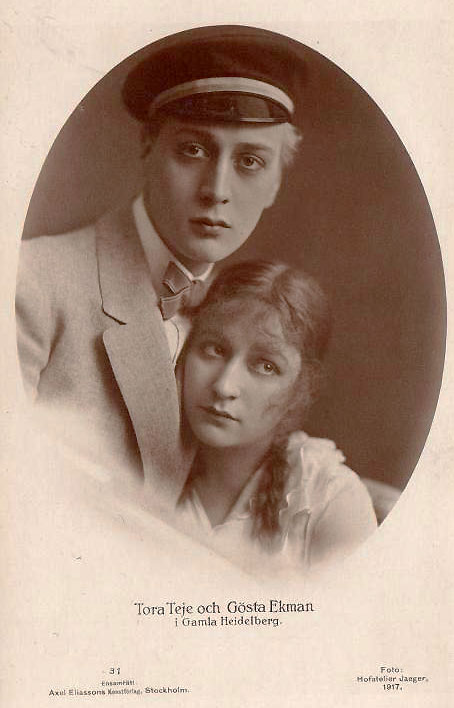
Gösta Ekman den äldre och Tora Teje 1917
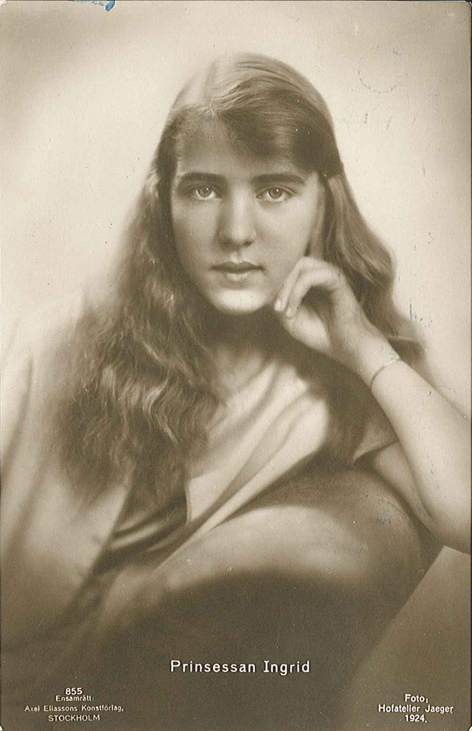
Prinsessan Ingrid 1924
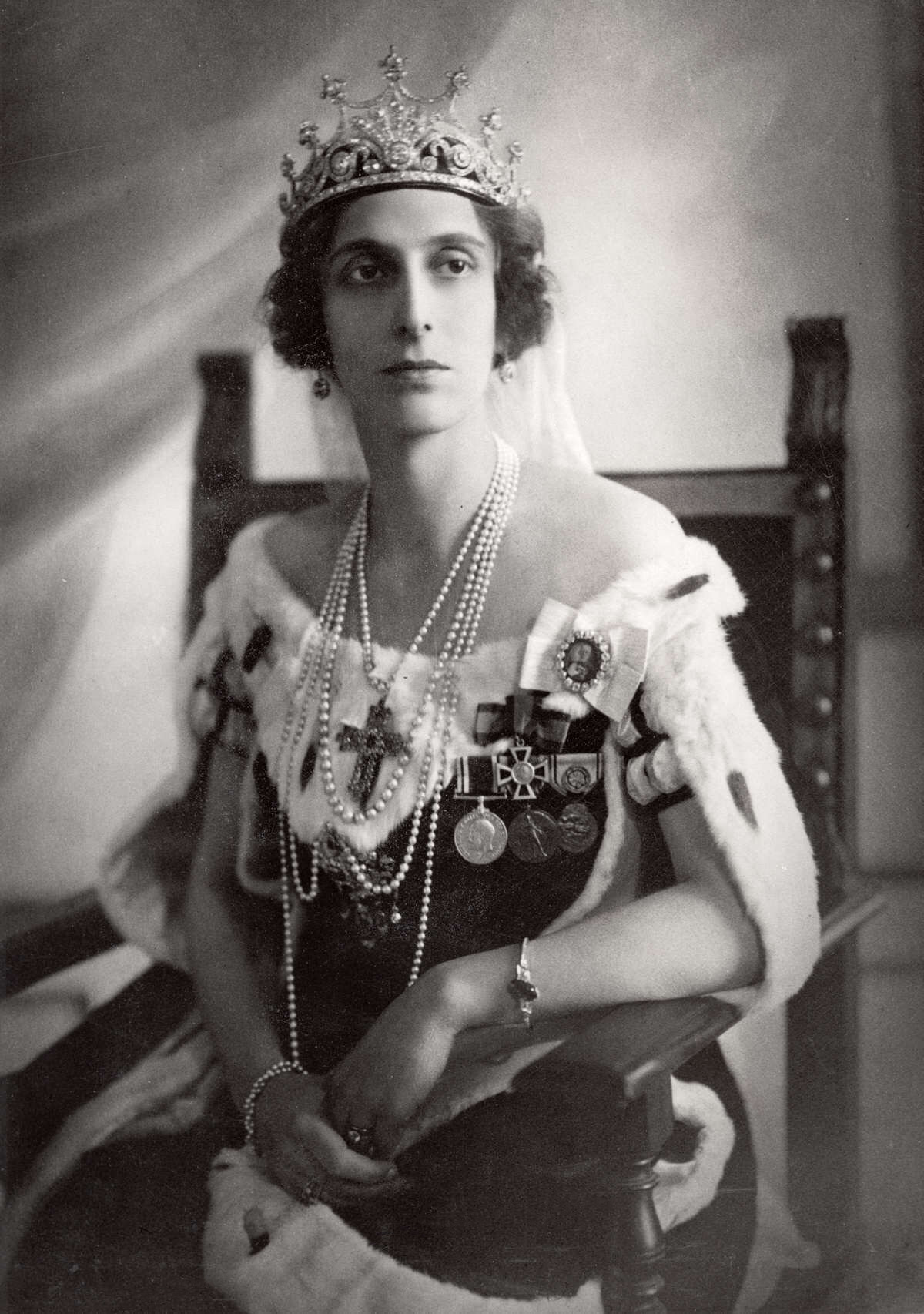
Drottning Louise 1925
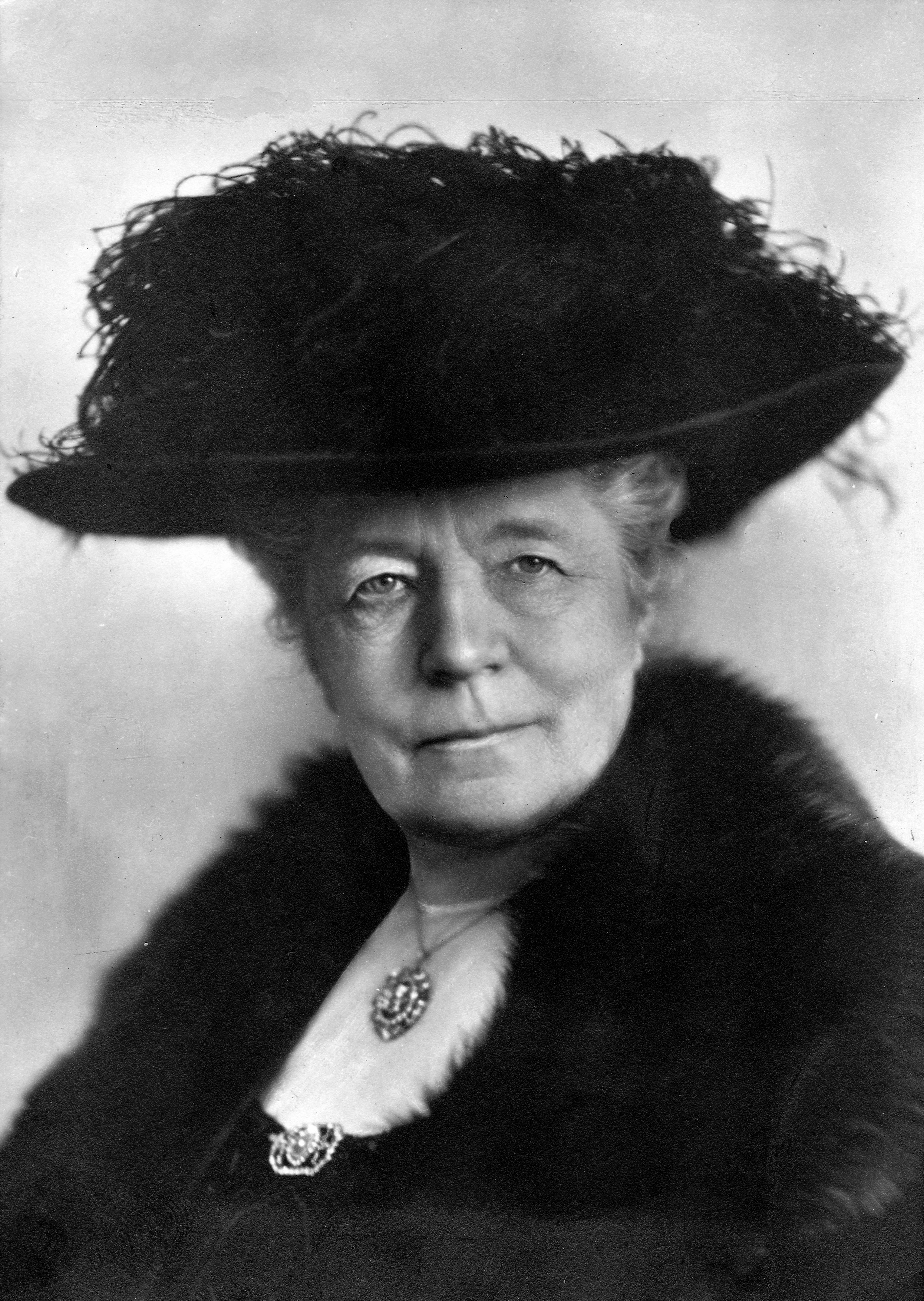
Selma Lagerlöf 1928
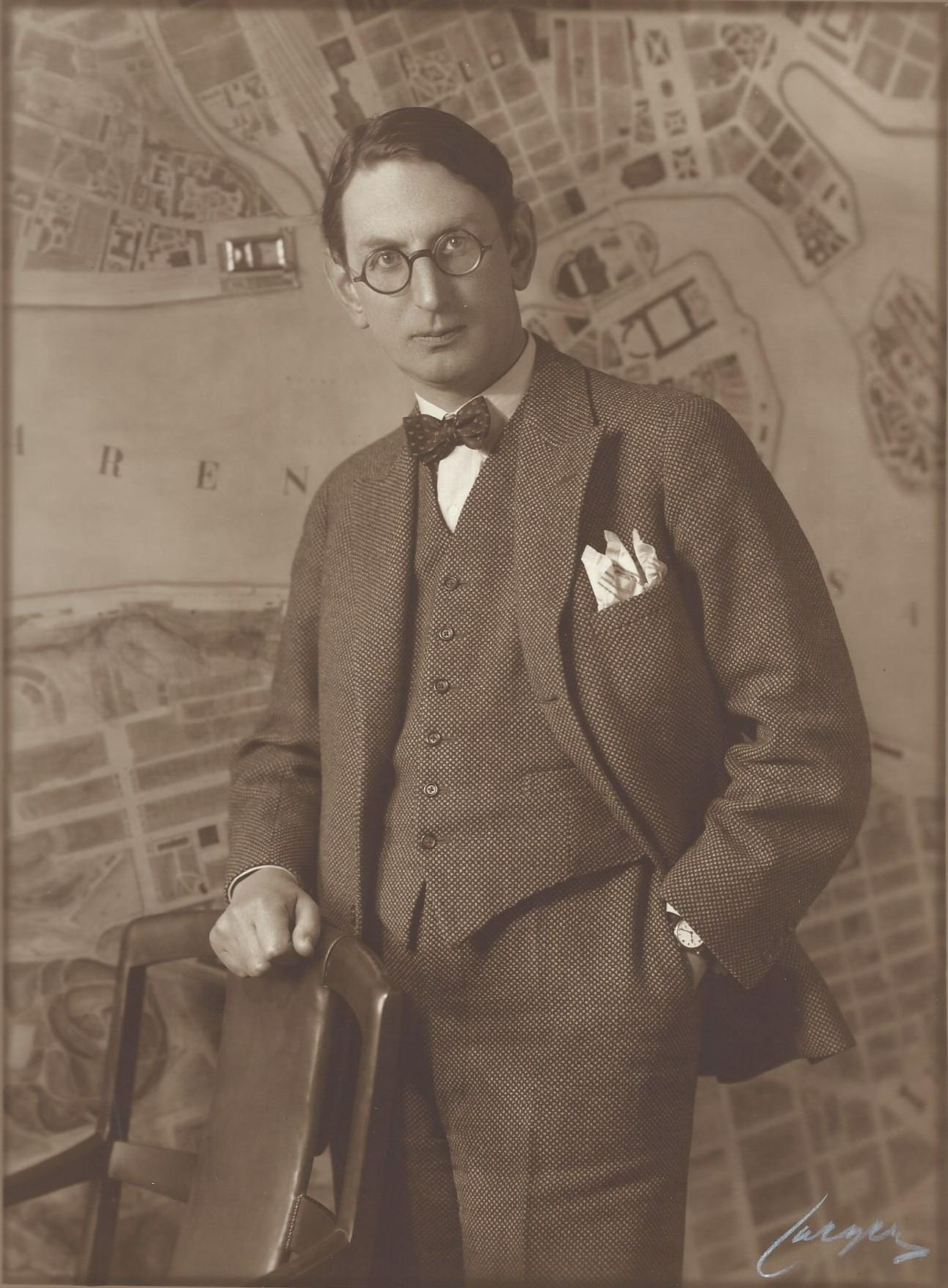
Yngve Larsson 1931
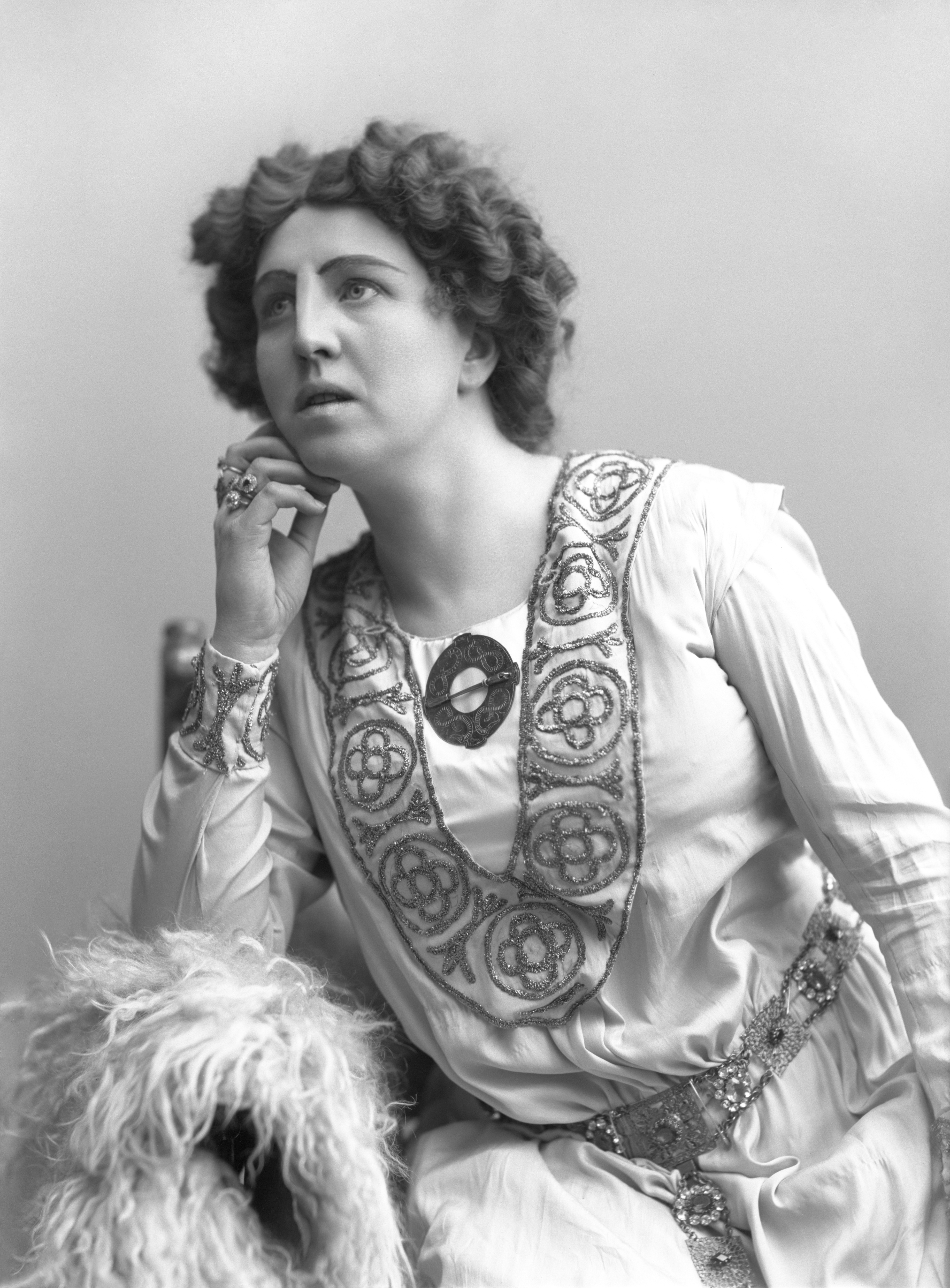
Magna Lykseth-Skogman

## Fotografer vid Atelier Jaeger i urval
- Johannes Jaeger
- Valentin Wolfenstein
- Albin Roosval
- Herrman Sylwander
- Herman Bergne
- Arne Wahlberg
- Carl Hjalmar Leverin